# 조셉 서
조 서(Joe Seo, 1980년 7월 30일 ~)는 미국의 배우이다.

## 출연 작품

### 영화
- 그리다이언 갱 (2006) - 초이 역
- 눈부신 밤 (2011) - 마이클 역
- 스파 나잇 (2016) - 데이비드 역

### 텔레비전
- 기적의 오디션 (2011) - Top20
- 코브라 카이 (2018-현재)

## 수상
- 제32회 선댄스영화제 심사위원특별상 연기상 (2016)